# Nœud de calfat

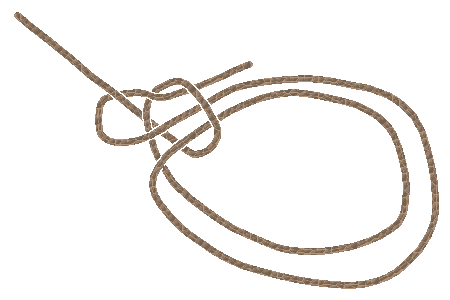
Nœud de calfat

Le nœud de calfat est un nœud de boucle, un peu particulier en ce sens qu'il est en fait composé de deux boucles. C'est un des nombreux dérivés du nœud de chaise au même titre que le nœud de chaise double sur son double auquel il ressemble beaucoup. Sa particularité par rapport à ce dernier est que les deux boucles sont ajustables l'une par rapport à l'autre, même quand le nœud est serré.
On l'utilisait comme harnais pour calfater les bateaux.